# Дьяконова, Елена Евгеньевна
Елена Евгеньевна Дьяконова (род. 5 января 1961 года) — российский математик, доктор физико-математических наук (2013).
Окончила МГУ (1983) и его аспирантуру (1986).
Работает в Математическом институте им. В. А. Стеклова Российской академии наук, г. Москва. С 2014 года ведущий научный сотрудник отдела дискретной математики.
Докторская диссертация: Предельные теоремы для ветвящихся процессов в случайной среде : диссертация … доктора физико-математических наук : 01.01.05 / Дьяконова Елена Евгеньевна; [Место защиты: Мат. ин-т им. В. А. Стеклова РАН]. — Москва, 2012. — 227 с.
Учёная степень доктора физико-математических наук по специальности 01.01.05 — теория вероятностей и математическая статистика присуждена 21 февраля 2013 года.
Полный список публикаций http://www.mi.ras.ru/index.php?c=pubs&id=28059&showmode=years&showall=show&l=0